# Arthur Saliger
Arthur Saliger (* 1944) ist ein österreichischer Kunsthistoriker, Museumskurator und Denkmalpfleger.
Der promovierte Kunsthistoriker war Diözesankonservator und Direktor des Erzbischöflichen Dom- und Diözesanmuseums in Wien und anschließend Kurator der Mittelalterabteilung in der Österreichischen Galerie Belvedere. 
Saliger publizierte intensiv zur Architektur der Parlerzeit, insbesondere zum Wiener Stephansdom, sowie zu spätmittelalterlicher Malerei und Skulptur Österreichs und ihren internationalen Verflechtungen. Er legte unter anderem eine Monografie zum Wiener Schottenmeister vor. 

## Veröffentlichungen (Auswahl)
- „Maria mit der Erbsenblüte“. Zur Problematik der altkölnischen Malerei um 1400. In: Hermann Fillitz, Martina Pippal (Hrsg.): Akten des XXV. Internationalen Kongresses für Kunstgeschichte. Wien u. a. 1986, S. 83–90.
- mit Waltraut Kuba-Hauk: Dom- und Diözesanmuseum Wien (= Schriftenreihe des Erzbischöflichen Dom und Diözesanmuseums Wien. Neue Folge. Band 10). Wien 1987.
- Maria am Gestade, Wien (= Christliche Kunststätten Österreichs. Band 14). Salzburg 1989.
- Mittelalterliche Glasmalereien aus St. Stephan. Ausstellungskatalog. Wien 1990.
- Zur Frage der künstlerischen Autorschaft der Kanzel im Stephansdom in Wien. In: Wiener Geschichtsblätter 47 (1992), S. 181–197.
- Kunsthistorische Aspekte zum Grabmal Kaiser Friedrichs III. im Wiener Stephansdom. In: Wiener Geschichtsblätter 48 (1993), S. 129–163.
- Der Meister von Großlobming. Ausstellungskatalog. Wien 1994.
- Conrad Laib. Ausstellungskatalog. Wien 1997.
- „Sluterismus“ in Österreich. Zu Fragen der stilistischen Nachfolge der Bildhauerkunst Claus Sluters. In: Jahrbuch des Stiftes Klosterneuburg 16 (1997), S. 241–267.
- Wien als mögliche Einflussquelle zur Stilentwicklung im Œuvre Michael Pachers. In: Artur Rosenauer, Cornelia Plieger (Hrsg.): Michael Pacher und sein Kreis. Ein Tiroler Künstler der europäischen Spätgotik 1498–1998. Bozen 1998, S. 77–85.
- Klöster und Stifte als Auftraggeber und Mäzene. In: Elisabeth Vavra (Hrsg.): Die Suche nach dem verlorenen Paradies. Europäische Kultur im Spiegel der Klöster (= Katalog des Niederösterreichischen Landesmuseums. Neue Folge. Band 428). St. Pölten 2000, S.
- Museum in der Votivkirche Wien (= Peda-Kunstführer. Band 536). Passau 2001.
- Zum Verhältnis der Kefermarkter Schreinfiguren zu Niclaes Gerhaert van Leyden. In: Lothar Schultes (Hrsg.): Gotik-Schätze Österreichs (= Schriftenreihe der Gesellschaft für Landeskunde. Band 20). Linz 2003, S. 105–152.
- Der Wiener Schottenmeister. München u. a. 2005.
- Zur kulturellen Bedeutung Burgunds für die ehemals habsburgischen Länder – Malerei und Plastik. In: Sabine Haag, Franz Kirchweger, Katja Schmitz-von Ledebur (Hrsg.): Schätze burgundischer Hofkunst in Wien. Wien 2009, S. 131–157.
- Der Wiener Stephansdom. Ein kunsthistorisches Meisterwerk in internationaler Sicht. In: Karin Domany, Johann Hisch (Hrsg.): Der Stephansdom. Orientierung und Symbolik. Wien 2010, S. 109–153.
- Zum Verhältnis der altniederländischen Bildkünste und dem künstlerischen Schaffen in den habsburgisch regierten Ländern. In: Jiří Fajt, Markus Hörsch (Hrsg.): Niederländische Kunstexporte nach Nord- und Ostmitteleuropa vom 14. bis 16. Jahrhundert (= Studia Jagellonica Lipsiensia. Band 15). Ostfildern 2014, S. 217–236.